# Yvan Richard
Yvan Richard (ur. 11 grudnia 1950) – francuski skoczek narciarski, uczestnik Zimowych Igrzysk Olimpijskich 1972.
Dwukrotnie uczestniczył w konkursach skoków narciarskich w ramach zimowych igrzysk olimpijskich. Na ZIO 1972 zajął 54. miejsce w konkursie na skoczni normalnej i 49. na skoczni dużej.
W latach 1971–1974 startował w zawodach Turnieju Czterech Skoczni. Najwyższe miejsce zajął 3 stycznia 1974 w Innsbrucku, gdzie był 74.

## Osiągnięcia

### Igrzyska olimpijskie
| Igrzyska | Miejscowość | Data           | Skocznia | Konkurs | Skok 1    | Skok 1 | Skok 2    | Skok 2 | Nota łączna | Miejsce | Strata | Zwycięzca        | Źródło |
| Igrzyska | Miejscowość | Data           | Skocznia | Konkurs | Odległość | Nota   | Odległość | Nota   | Nota łączna | Miejsce | Strata | Zwycięzca        | Źródło |
| -------- | ----------- | -------------- | -------- | ------- | --------- | ------ | --------- | ------ | ----------- | ------- | ------ | ---------------- | ------ |
| ZIO 1972 | Sapporo     | 6 lutego 1968  | normalna | ind.    | 68,0      | 88,0   | 63,5      | 76,3   | 164,3       | 54.     | 79,9   | Yukio Kasaya     | [ 3 ]  |
| ZIO 1972 | Sapporo     | 11 lutego 1968 | duża     | ind.    | 77,0      | 68,8   | 78,5      | 73,4   | 142,2       | 49.     | 77,7   | Wojciech Fortuna | [ 4 ]  |